# Arnaud Delomel
 (février 2024).
Si vous disposez d'ouvrages ou d'articles de référence ou si vous connaissez des sites web de qualité traitant du thème abordé ici, merci de compléter l'article en donnant les références utiles à sa vérifiabilité et en les liant à la section « Notes et références ».
Arnaud Delomel, né le 2 août 1984, est un animateur de télévision et journaliste français. 

## Biographie
Arnaud Delomel est né le 2 août 1984 dans le Vaucluse. Il fait des études de droit à Paris, puis anime sur NTV (une chaîne étudiante câblée) une émission consacrée au cinéma. Il devient animateur pour le groupe M6 en 2004 et présente jusqu'en 2006 deux émissions sur M6 Boutique La Chaîne.
En 2005, aux côtés de Pierre Dhostel et de Valérie Pascale, il anime M6 Boutique sur M6 et collabore avec Mac Lesggy, présentateur de l'émission E=M6. Un an plus tard, Arnaud Delomel présente le film de recrutement pour l'armée, Engagez-vous Pour L'Armée. En 2007, il présente La Matinale sur Terre d'Infos, chaîne consacrée à l'agriculture et travaille avec Françoise Laborde, Fred Courtadon et Bernard de la Villardière.
En Belgique, en complément de M6 Boutique La Chaîne diffusée sur RTL-TVI, il présentait également Place Neuve, avec Pierre Dhostel.
Arnaud Delomel fut également animateur de radio sur la station Fréquence Mix. Arnaud a animé le site lesinfos.com, site d'informations, et réalisait l'émission web "le café" présentée par Mazarine Pingeot. Il a présenté d'autres films institutionnels notamment pour l'Assemblée Nationale aux côtés de Sandra Lou.
Après avoir été rédacteur en chef de la société de production Ligne de Front, il participe en 2021 au lancement de la plateforme Neo TV et en devient le rédacteur en chef et directeur exécutif.

## Liste des émissions
Cette liste évoque les émissions qu'a présenté ou coprésenté Arnaud Delomel :
- 2004 : Cinéma, NTV (France)
- 2005 - 2006 : Il est urgent de vous faire plaisir, M6 Boutique La Chaîne (France, Belgique)
- 2007 - … : La Matinale, Terre d'Infos (France)
- 2007 : Place Neuve, RTL-TVI (Belgique)

## Filmographie
- 2006 : Engagez-vous Pour L'Armée, film sur l'armée de terre
- 2010 : Bienvenue à l'Assemblée nationale !, film pour faire découvrir l'Assemblée nationale aux plus jeunes, coprésenté avec Sandra Lou

### Son site internet
- - arnaud-delomel.com

### Sa page MySpace
- - Le MySpace d'Arnaud Delomel